# 19e brigade d'artillerie
Pour les articles homonymes, voir 19e brigade.
La 19e brigade d'artillerie (19e BART) est une grande unité militaire de l’Armée de terre française. Créée le 1er septembre 1993 puis dissoute le 30 juin 1998, elle est réactivée en septembre 2024.

## Histoire
La 19e brigade d’artillerie de la Force d'action rapide est créée le 1er septembre 1993 à Maisons-Laffitte. Elle comporte le 54e régiment d’artillerie de Hyères, le 74e régiment d’artillerie de Bourogne et le 403e régiment d’artillerie de Chaumont
En 1994, la brigade renforce les détachements au profit de l'opération Turquoise au Rwanda et au Zaïre.
En 1995, elle renforce la force de réaction rapide déployée en soutien de la FORPRONU en Bosnie-Herzégovine.
En 1996, un détachement mixte des 74e RA et 403e RA forme le 420e DIM de la FINUL au Liban du Sud (37e mandat) et est déployé pendant l'opération Raisins de la Colère menée par les forces israéliennes.
Le 74e régiment d’artillerie est dissous en juin 1997 et devient le 1er régiment d’artillerie.
Dans le cadre de la professionnalisation de l’Armée de terre, la 19e brigade d’artillerie est dissoute le 30 juin 1998. Ses régiments rejoignent la brigade d'artillerie du commandement de la force d’action terrestre.

### Réactivation
La 19e brigade d'artillerie est réactivée le 4 septembre 2024 dans la cadre du plan de transformation « Armée de terre de combat ».
Son état-major est installé au camp de La Valbonne à Béligneux et elle fait partie du commandement des actions dans la profondeur et du renseignement (CAPR).
Un rapport parlementaire publié en mai 2025 pointe les lacunes de la brigade. Faute de personnels et d'une compagnie de transmissions dédiée, la brigade ne peut pas armer un poste de commandement autonome tandis que sa puissance de feu a été affaiblie en raison du don de matériels à l'Ukraine.

### Commandants de la19ebrigade d’artillerie
- 1993-1996 : général Japiot
- 1996-1998 : général Cardon de Garsignies[4]
- 2024 - présent : général Marc Galan[5]

## Composition
Depuis sa réactivation en 2024, la brigade regroupe trois régiments d'artillerie et l'école des drones :
- État-major de brigade (EM 19e BART) de Béligneux ;
- 1er régiment d'artillerie (1er RA) de Bourogne ;
- 54e régiment d'artillerie (54e RA) de Hyères ;
- 61e régiment d'artillerie (61e RA) de Chaumont ;
- École des drones (EDD) de Chaumont.